# Ravensca
Ravensca (cz. Rovensko) – wieś w Rumunii, w okręgu Caraș-Severin, w gminie Șopotu Nou. W 2011 roku liczyła 88 mieszkańców. 